# Priya Sital
Priya Sital (Paramaribo, 31 december 1990) is een Surinaams politicus. Ze was van 2014 tot 2017 de eerste vrouwelijke voorzitter van het Nationaal Jeugdparlement.

## Biografie
Sital is een zus van Praathna Sital, die van 2011 tot 2013 ondervoorzitter was van het Nationaal Jeugdparlement (NJP). Ze studeerde delfstofproductie aan de Anton de Kom Universiteit van Suriname en behaalde hierin in 2012 haar bachelorgraad. Later slaagde ze voor haar master in minerale geowetenschappen.
In december 2013 werd zij net als haar zus gekozen als lid van van het NJP voor het district Wanica. Enkele maanden later, in maart 2014, werd ze door het parlement gekozen tot voorzitter; Konrad Acton werd ondervoorzitter. Daarnaast is ze sinds 2016 tweede commissaris van de Vereniging voor Minder draagkrachtige Studenten in Suriname (VMSS).
In 2018 verschenen berichten in de media dat ze in beeld was voor de functie van minister van Sport- en Jeugdzaken, maar dit ontkrachtte ze nog dezelfde dag. Het ministerschap ging uiteindelijk naar Lalinie Gopal. In december 2018 werd ze voor de duur van een jaar benoemd in het bestuur van de Jeugdadviesraad.